# Paraprotomyzon
Paraprotomyzon is een geslacht van straalvinnige vissen uit de familie van de steenkruipers (Balitoridae).

## Soorten
- Paraprotomyzon bamaensis Tang, 1997
- Paraprotomyzon lungkowensis Xie, Yang & Gong, 1984
- Paraprotomyzon multifasciatus Pellegrin & Fang, 1935
- Paraprotomyzon niulanjiangensis Lu, Lu & Mao, 2005
- Paraprotomyzon yunnanensis Li, Lu & Mao, 1998